# قطعنامه ۱۹۸۷ شورای امنیت
قطعنامه  ۱۹۸۷ شورای امنیت سازمان ملل متحد که در تاریخ ۱۷ ژوئن ۲۰۱۱ تصویب شد، سندی بین‌المللی دربارهٔ توصیه درباره انتصاب دبیر کل سازمان ملل است. این قطعنامه طی نشست ۶۵۵۶ام    تصویب شد.